# Floorball-Bundesliga 2018/19
Die Floorball-Bundesliga 2018/19 war die 25. Spielzeit um die deutsche Floorball-Meisterschaft auf dem Großfeld der Herren. Titelverteidiger war der UHC Weißenfels.
Die Saison begann im September 2018.

## Teilnehmer
- UHC Sparkasse Weißenfels (Meister & Pokalsieger)
- TV Lilienthal
- Red Devils Wernigerode
- ETV Piranhhas Hamburg
- MFBC Leipzig
- BAT Berlin
- VfL Red Hocks Kaufering
- Floor Fighters Chemnitz
- Blau-Weiß 96 Schenefeld
- DJK Holzbüttgen (Aufsteiger)

## Modus
In der Hauptrunde spielt jedes Team jeweils zweimal (Hin- und Rückspiel) gegen jedes andere. In den Play-offs spielt zunächst der 3. gegen den 6. und der 4. gegen den 5. in einem Best-of-3-Modus. Die beiden Gewinner spielen dann gegen den 2. bzw. 1. um den Finaleinzug. Im Finale wird dann der Deutsche Floorball-Meister ermittelt.
Die letzten vier Mannschaften der Tabelle nach der Hauptrunde müssen in die Play-downs. Dort spielt der 7. gegen den 10. und der 8. gegen den 9. in einem Best-of-3-Modus. Dabei erhält der niedriger Platzierte im 1. Spiel das Heimrecht. Die beiden Verlierer spielen dann ebenfalls in einem Best-of-3-Modus. Jener Verlierer steigt ab und der Gewinner kämpft dann gegen den Gewinner der Play-offs der 2. Bundesligen um den Ligaerhalt.

## Tabelle
| Pl. | Verein                           | Sp. | S  | U | N  | SDS | SDN | Tore    | Diff. | Pkt. |
| --- | -------------------------------- | --- | -- | - | -- | --- | --- | ------- | ----- | ---- |
| 01. | UHC Sparkasse Weißenfels (M) (P) | 18  | 16 | 0 | 1  | 1   | 0   | 156:940 | +62   | 50   |
| 02. | MFBC Leipzig                     | 18  | 15 | 0 | 2  | 1   | 0   | 175:830 | +92   | 47   |
| 03. | Red Devils Wernigerode           | 18  | 12 | 0 | 4  | 0   | 2   | 135:960 | +39   | 38   |
| 04. | TV Lilienthal 1                  | 18  | 8  | 0 | 6  | 3   | 1   | 122:113 | 0+9   | 31   |
| 05. | ETV Piranhhas Hamburg            | 18  | 5  | 1 | 9  | 2   | 1   | 103:109 | 0–6   | 21   |
| 06. | DJK Holzbüttgen (N)              | 18  | 5  | 0 | 10 | 0   | 3   | 086:129 | −43   | 18   |
| 07. | BAT Berlin                       | 18  | 4  | 0 | 11 | 2   | 1   | 058:103 | −45   | 17   |
| 08. | VfL Red Hocks Kaufering          | 18  | 4  | 1 | 11 | 1   | 1   | 103:125 | −22   | 16   |
| 09. | Blau-Weiß 96 Schenefeld          | 18  | 4  | 1 | 11 | 1   | 1   | 091:125 | −34   | 16   |
| 10. | Floor Fighters Chemnitz          | 18  | 3  | 1 | 11 | 1   | 2   | 096:148 | −52   | 14   |

| Legende                                    |
| ------------------------------------------ |
| Teilnahme an den Play-offs (ab Halbfinale) |
| Teilnahme an den Play-offs (ab Vorrunde)   |
| Teilnahme an den Play-downs                |
| (M) Titelverteidiger                       |
| (P) Pokalsieger                            |
| (N) Aufsteiger                             |

## Play-offs
Alle Spiele bis auf das Spiel um Platz 3 werden im Best-of-three-Modus gespielt.

### Vorrunde
| 16. März 2019 18:00 Uhr |  | TV Lilienthal | 2:4 (1:3, 0:1, 1:1) Spielbericht | ETV Piranhhas Hamburg | Sportzentrum Schoofmoor, Lilienthal |

| 23. März 2019 18:00 Uhr |  | ETV Piranhhas Hamburg | 6:11 (3:3, 1:7, 2:1) Spielbericht | TV Lilienthal | Sporthalle Hoheluft, Hamburg Zuschauer: 247 |

| 24. März 2019 16:00 Uhr |  | TV Lilienthal | 7:6 n. V. (0:1, 3:5, 3:0, 1:0) Spielbericht | ETV Piranhhas Hamburg | Sportzentrum Schoofmoor, Lilienthal Zuschauer: 183 |

| 17. März 2019 16:00 Uhr |  | DJK Holzbüttgen | 2:7 (1:2, 0:2, 1:3) Spielbericht | Red Devils Wernigerode | Stadtparkhalle, Kaarst Zuschauer: 283 |

| 23. März 2019 18:00 Uhr |  | Red Devils Wernigerode | 5:4 (4:1, 1:1, 0:2) Spielbericht | DJK Holzbüttgen | Stadtfeldhalle, Wernigerode Zuschauer: 261 |

| 24. März 2019 16:00 Uhr |  | Red Devils Wernigerode | entfällt | DJK Holzbüttgen | Stadtfeldhalle, Wernigerode |

### Halbfinale
| 30. März 2019 18:00 Uhr |  | TV Lilienthal | 9:3 (2:0, 5:2, 2:1) Spielbericht | UHC Sparkasse Weißenfels | Sportzentrum Schoofmoor, Lilienthal Zuschauer: 184 |

| 6. April 2019 18:00 Uhr |  | UHC Sparkasse Weißenfels | 5:8 (2:3, 2:2, 1:3) Spielbericht | TV Lilienthal | Stadthalle West, Weißenfels Zuschauer: 338 |

| 7. April 2019 15:00 Uhr |  | UHC Sparkasse Weißenfels | entfällt | TV Lilienthal | Stadthalle Weißenfels, Weißenfels |

| 30. März 2019 18:00 Uhr |  | Red Devils Wernigerode | 2:8 (2:4, 0:1, 0:3) Spielbericht | MFBC Leipzig | Stadtfeldhalle, Wernigerode Zuschauer: 187 |

| 6. April 2019 16:00 Uhr |  | MFBC Leipzig | 9:6 (2:1,1:5, 6:0) Spielbericht | Red Devils Wernigerode | Jahn-Sporthalle, Leipzig Zuschauer: 112 |

| 7. April 2019 16:00 Uhr |  | MFBC Leipzig | entfällt | Red Devils Wernigerode | Jahn-Sporthalle, Leipzig |

### Spiel um Platz 3
| 13. April 2019 14:00 Uhr |  | UHC Sparkasse Weißenfels | 5:4 n. V. (3:1, 0:0, 1:3, 1:0) Spielbericht | Red Devils Wernigerode | Stadthalle Weißenfels, Weißenfels Zuschauer: 132 |

### Finale
| 13. April 2019 16:00 Uhr |  | TV Lilienthal | 9:10 n. V. (5:2, 3:2, 1:5, 0:1) Spielbericht | MFBC Leipzig | Sportzentrum Schoofmoor, Lilienthal Zuschauer: 200 |

| 20. April 2019 16:00 Uhr |  | MFBC Leipzig | 10:5 (3:0, 2:3, 5:2) Spielbericht | TV Lilienthal | Brüderstraße, Leipzig Zuschauer: 466 |

| 21. April 2019 16:00 Uhr |  | MFBC Leipzig | entfällt | TV Lilienthal | Brüderstraße, Leipzig |

## Play-downs
Durch den Rückzug vom TV Lilienthal entfällt das Halbfinale und das Abstiegsspiel. Der neunte und zehnte der Liga-Hauptrunde spielen aus, wer gegen den Vizemeister der 2. Bundesliga um den letzten freien Platz der Floorball-Bundesliga 2019/20. 1

### Vorrunde
| 17. März 2019 16:00 Uhr |  | Floor Fighters Chemnitz | 4:6 (0:2, 1:2, 3:2) Spielbericht | Blau-Weiß 96 Schenefeld | Schlossteichhalle, Chemnitz Zuschauer: 205 |

| 23. März 2019 15:00 Uhr |  | Blau-Weiß 96 Schenefeld | 8:9 (1:2, 2:3, 5:4) Spielbericht | Floor Fighters Chemnitz | Schulzentrum Achter de Weiden, Schenefeld Zuschauer: 215 |

| 24. März 2019 15:30 Uhr |  | Blau-Weiß 96 Schenefeld | 4:5 (1:4, 2:0, 1:1) Spielbericht | Floor Fighters Chemnitz | Schulzentrum Achter de Weiden, Schenefeld Zuschauer: 206 |

### Relegation
| 13. April 2019 16:00 Uhr |  | Blau-Weiß 96 Schenefeld | 7:9 (1:5, 3:1, 3:3) Spielbericht | SSF Dragons Bonn | Schulzentrum Achter de Weiden, Schenefeld Zuschauer: 176 |

| 20. April 2019 18:00 Uhr |  | SSF Dragons Bonn | 6:7 (1:2, 2:1, 3:4) Spielbericht | Blau-Weiß 96 Schenefeld | Sportpark Nord, Bonn Zuschauer: 289 |

| 21. April 2019 16:00 Uhr |  | SSF Dragons Bonn | 8:7 n. V. (1:2, 4:4, 2:1, 1:0) Spielbericht | Blau-Weiß 96 Schenefeld | Sportpark Nord, Bonn Zuschauer: 285 |